# Avèze, Gard
Avèze är en kommun i departementet Gard i regionen Occitanien i södra Frankrike. Kommunen ligger i kantonen Le Vigan som tillhör arrondissementet Le Vigan. År 2022 hade Avèze 1 059 invånare.

## Befolkningsutveckling
Antalet invånare i kommunen Avèze
Referens:INSEE